# Oricon Albums Chart
Oricon Albums Chart là bảng xếp hạng độ phổ biến album tiêu chuẩn của ngành công nghiệp âm nhạc Nhật Bản do Oricon phát hành hàng ngày, hàng tuần, hàng tháng và hàng năm. Được thành lập vào ngày 5 tháng 10 năm 1987, bảng xếp hạng dựa trên doanh số của các album vật lý. Oricon không tính doanh số tải xuống cho đến khi thành lập bảng xếp hạng Digital Albums Chart vào ngày 19 tháng 11 năm 2016.
Bảng xếp hạng được xuất bản vào thứ ba hàng tuần trên Oricon Style và trên trang web chính thức của Oricon. Mỗi thứ hai hằng tuần, Oricon nhận dữ liệu từ các cửa hàng, nhưng dữ liệu bán hàng thông qua các kênh nhất định không được tính vào bảng xếp hạng. Ví dụ, đĩa đơn đầu tay của NEWS, một nhóm nhạc pop, chỉ được phát hành thông qua các cửa hàng 7-Eleven, không được Oricon tính và doanh số của nó không được phản ánh trong bảng xếp hạng Oricon. Do đó, bảng xếp hạng doanh thu kỷ lục của Oricon không hoàn toàn chính xác. Trước khi dữ liệu được thu thập bằng điện tử, các bảng xếp hạng được biên soạn trên cơ sở các bản fax được gửi từ các cửa hàng băng đĩa.  

## Album bán chạy nhất mọi thời đại
| Xếp hạng | Năm  | Tên album               | Nghệ sĩ            | Doanh số  |
| -------- | ---- | ----------------------- | ------------------ | --------- |
| 1        | 1999 | First Love              | Hikaru Utada       | 7,650,215 |
| 2        | 1998 | B'z The Best "Pleasure" | B'z                | 5,135,922 |
| 3        | 1997 | Review                  | Glay               | 4,875,980 |
| 4        | 2001 | Distance                | Hikaru Utada       | 4,469,135 |
| 5        | 1998 | B'z The Best "Treasure" | B'z                | 4,438,742 |
| 6        | 2001 | A Best                  | Ayumi Hamasaki     | 4,301,353 |
| 7        | 1996 | Globe                   | Globe              | 4,136,460 |
| 8        | 2002 | Deep River              | Hikaru Utada       | 3,604,588 |
| 9        | 2000 | Delicious Way           | Mai Kuraki         | 3,530,000 |
| 10       | 1998 | Time to Destination     | Every Little Thing | 3,520,330 |